# Алфонс Туснел
Алфонс Туснел (на френски: Alphonse Toussenel) е френски писател и журналист. Най-известното произведение на Алфонс Туснел е „Евреите, царе на нашето време. История на финансовия феодализъм.“ (Les Juifs, rois de l'époque: histoire de la féodalité financière).
Произведението на Туснел вдъхновява впоследствие Едуар Дрюмон, Жорж Дюшен и Аксион Франсез. Отявлен англофоб.